# زنبور عسل درشت
زنبور عسل درشت (نام علمی: Apis dorsata) نام یک گونه از سرده زنبور عسل است.